# Sokolnice
Sokolnice jsou obec v okrese Brno-venkov v Jihomoravském kraji. Rozkládají se v Dyjsko-svrateckém úvalu, na pravém břehu Říčky (Zlatého potoka), 11 km jihovýchodně od Brna. Žije zde přibližně 2 400 obyvatel. V roce 2008 zde stálo 726 domů.
Jedná se o vinařskou obec ve Velkopavlovické vinařské podoblasti (viniční tratě Vinohradská trať, Padělky, Pranty).

## Název
Jméno vsi vychází z označení činnosti jejích obyvatel: sokolníci – „lidé zabývající se sokolnictvím“. Nejstarší písemně doklady už jsou jen ve čtvrtém pádu (Sokolníky), z tvaru šestého pádu se vyvinula dnešní podoba prvního pádu.

## Historie

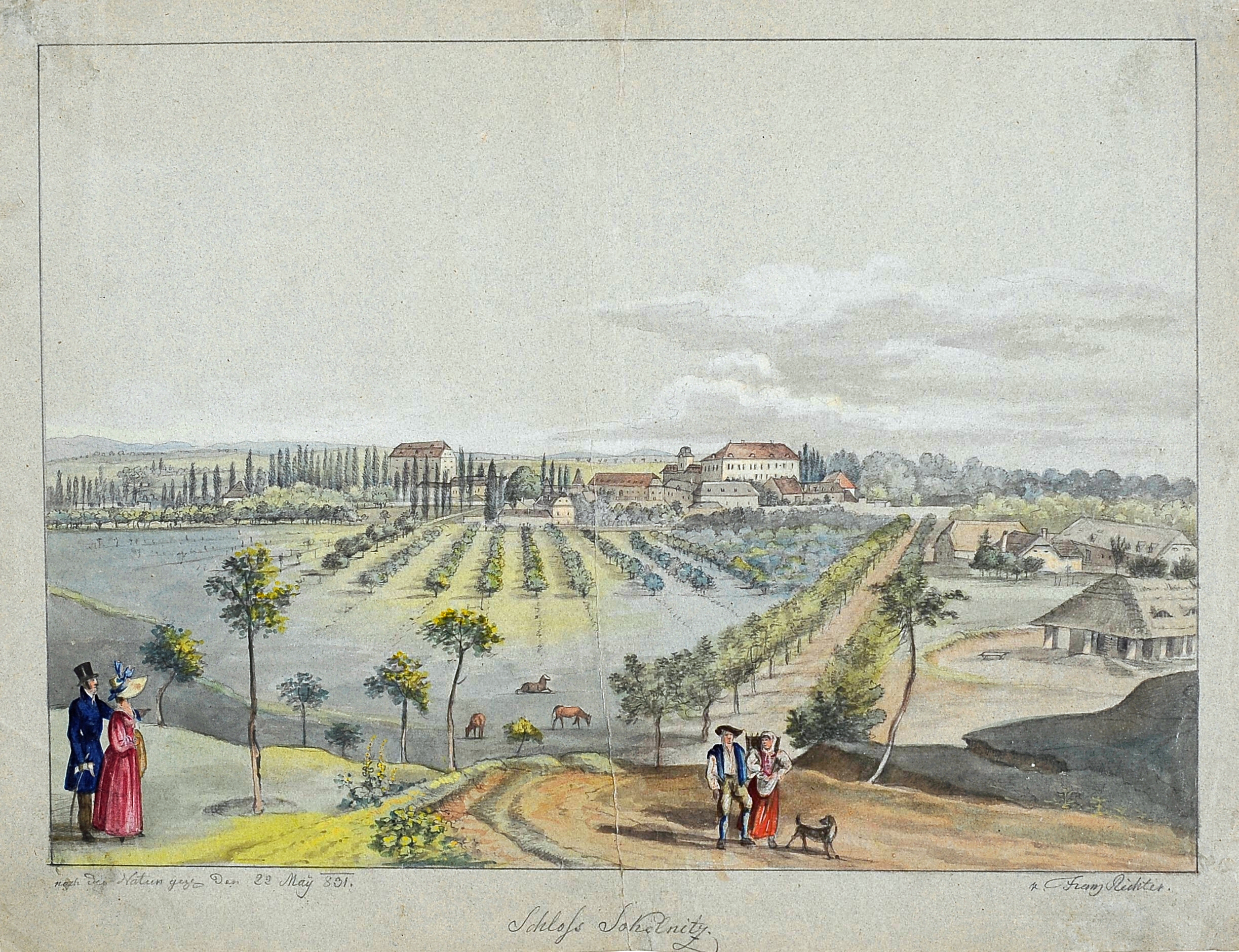
Pohled na sokolnický zámek, akvarel Franze Richtera z roku 1831

První písemná zmínka o obci pochází z roku 1408. Na počátku 17. století zde bylo 54 domů, 35 z nich bylo po třicetileté válce pustých. V roce 1790 zde bylo už 75 domů s 574 obyvateli, roku 1834 to bylo 73 domů a 588 obyvatel a v roce 1890 173 domů a 1179 obyvatel. Škola zde byla postavena roku 1872. V roce 1922 proběhla elektrifikace.[ujasnit]
Dne 2. prosince 1805 se v obci a jejím okolí odehrála bitva u Slavkova.

## Obyvatelstvo
| Rok            | 1869  | 1880  | 1890  | 1900  | 1910  | 1921  | 1930  | 1950  | 1961  | 1970  | 1980  | 1991  | 2001  | 2011  | 2021  |
| -------------- | ----- | ----- | ----- | ----- | ----- | ----- | ----- | ----- | ----- | ----- | ----- | ----- | ----- | ----- | ----- |
| Počet obyvatel | 1 007 | 1 201 | 1 363 | 1 355 | 1 476 | 1 573 | 1 792 | 1 725 | 1 927 | 1 841 | 1 758 | 1 701 | 1 748 | 2 283 | 2 417 |
| Počet domů     | 116   | 155   | 173   | 192   | 223   | 249   | 341   | 384   | 417   | 434   | 443   | 487   | 507   | 679   | 702   |

## Obecní správa

### Obecní symboly
Znak a vlajka byly obci uděleny rozhodnutím předsedy Poslanecké sněmovny Parlamentu České republiky dne 14. ledna 2000.

## Spolky a sdružení
- Cezava
- Sbor dobrovolných hasičů
- Sokol
- Myslivci
- Rybáři
- Včelaři
- Házená
- Lípa – komunitní centrum

## Doprava
Sokolnice jsou od 1. září 2005 začleněny do Integrovaného dopravního systému Jihomoravského kraje. Železniční stanici Sokolnice-Telnice na trati Brno–Přerov, nacházející se v Nádražní čtvrti obce Telnice, obsluhuje vlaková linka S2 (přímé spojení s Brnem a Křenovicemi), přímo do Sokolnic zajíždějí brněnské městské autobusové linky 73 a 74. Regionální spoje zajišťují autobusové linky 109, 151, 610, 611 a 612.

## Průmysl
Západně od obce se nachází rozvodna Sokolnice, která byla postavena v roce 1952.

## Školství
V Sokolnicích se nachází mateřská a základní škola (obě příspěvkové organizace obce), v areálu u rozvodny sídlí Střední škola elektrotechnická a energetická Sokolnice.

## Pamětihodnosti
- sokolnický zámek přestavěný do novogotické podoby v 19. století hrabaty Mitrovskými
- kaple svatého Václava
- barokní sýpka, po bitvě u Slavkova sloužila jako vězení pro 400 ruských zajatců. Nyní přestavěná jako bytový dům.
- zámecká bažantnice
- Panský pivovar u zámku
- drobné připomínky bitvy u Slavkova
- smírčí kříž v ulici Pod Stráží

## Osobnosti
- Jaromír Demek (1930–2017) – geograf a geomorfolog
- František Podešva (1893–1979) – akademický malíř

## Galerie

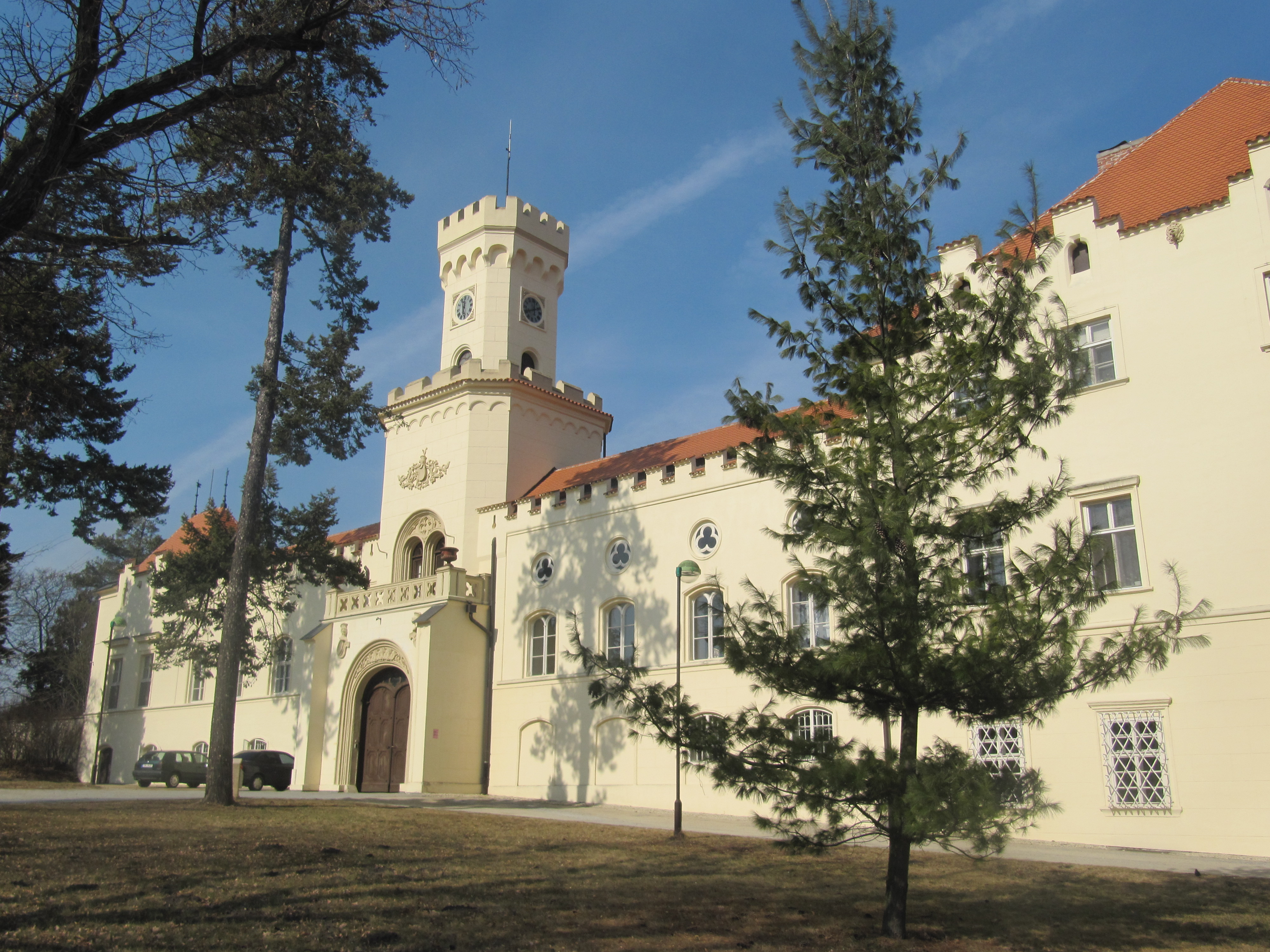
Sokolnický zámek
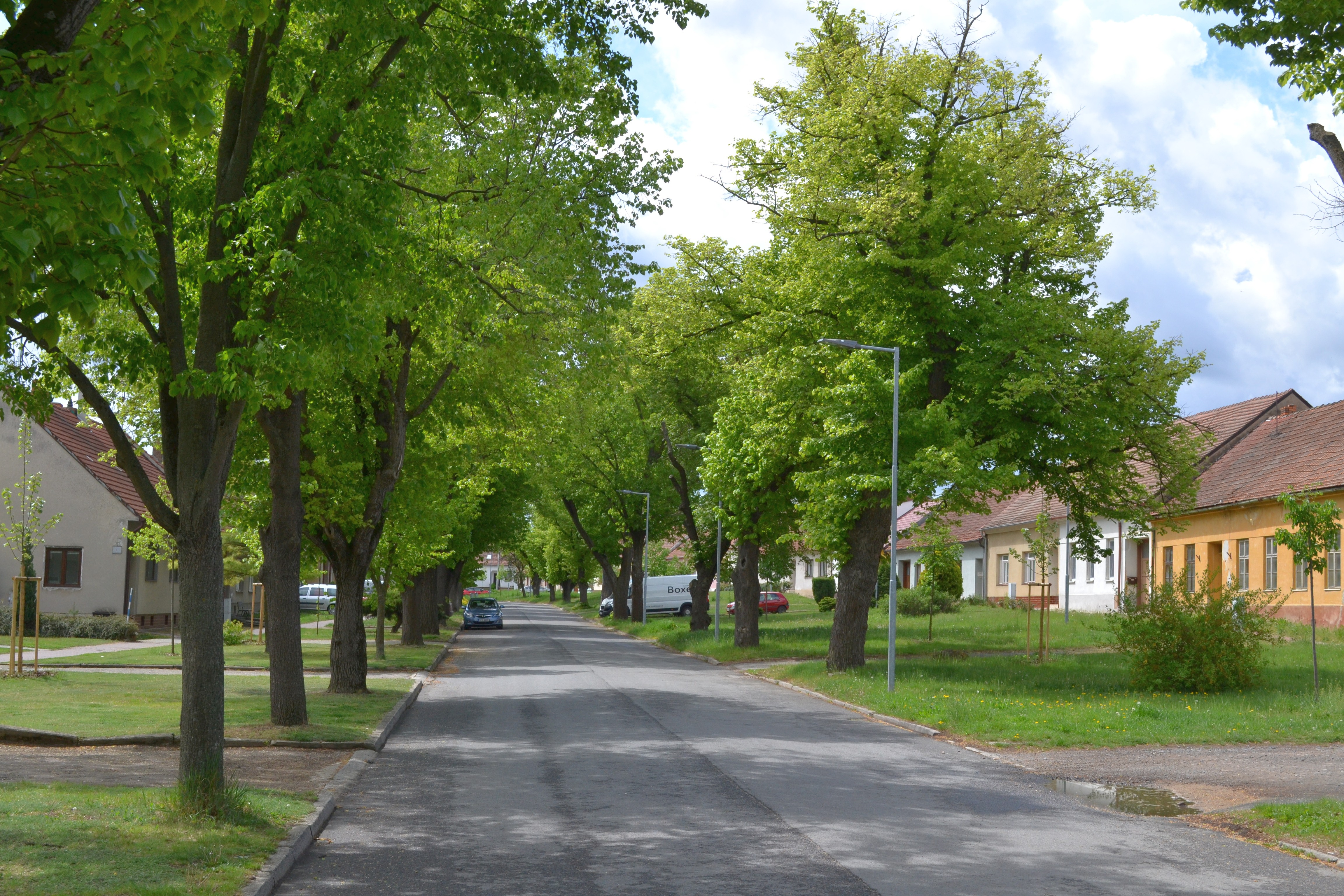
Ulice Masarykova
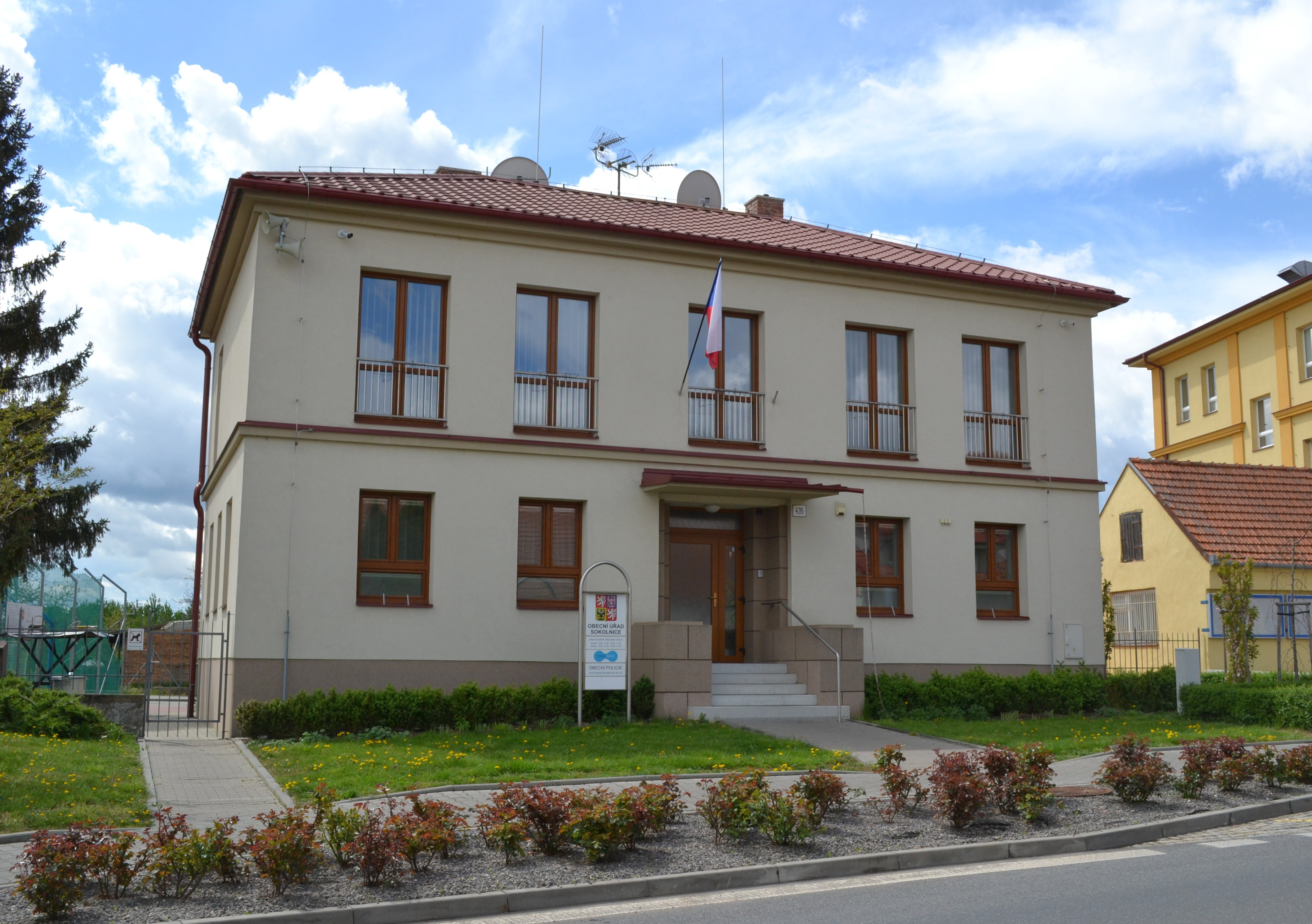
Obecní úřad
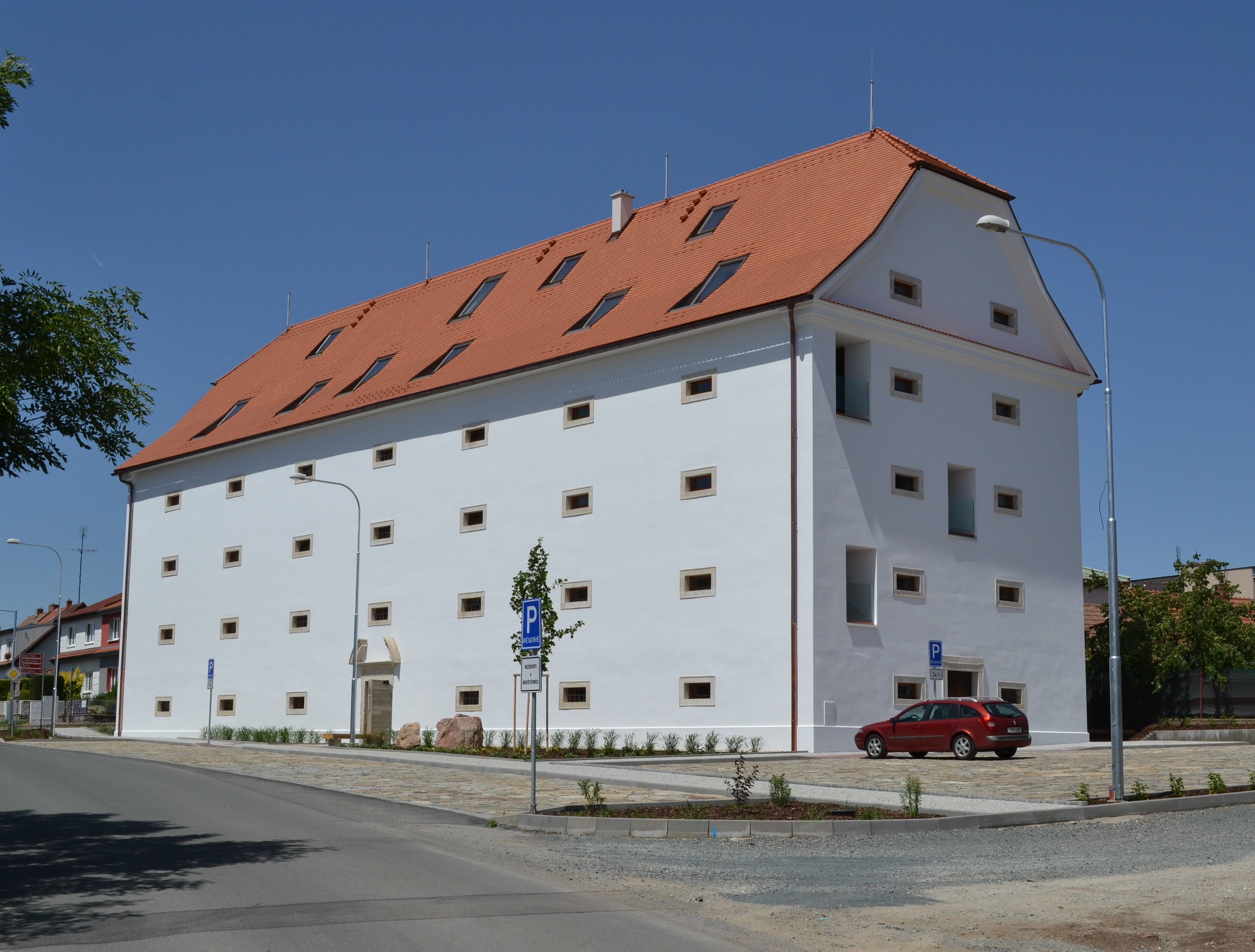
Barokní sýpka, přestavěná na bytový dům
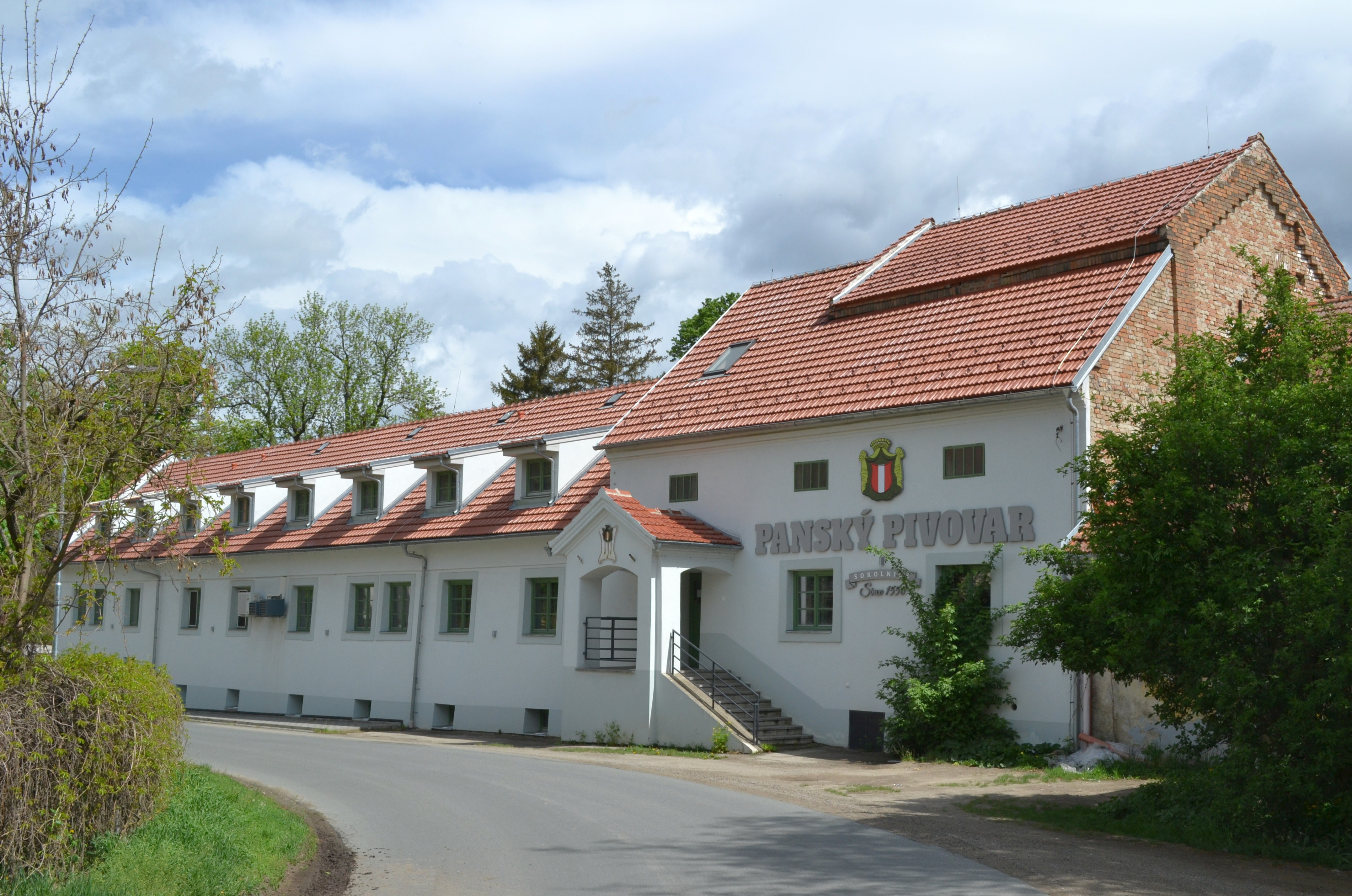
Panský pivovar
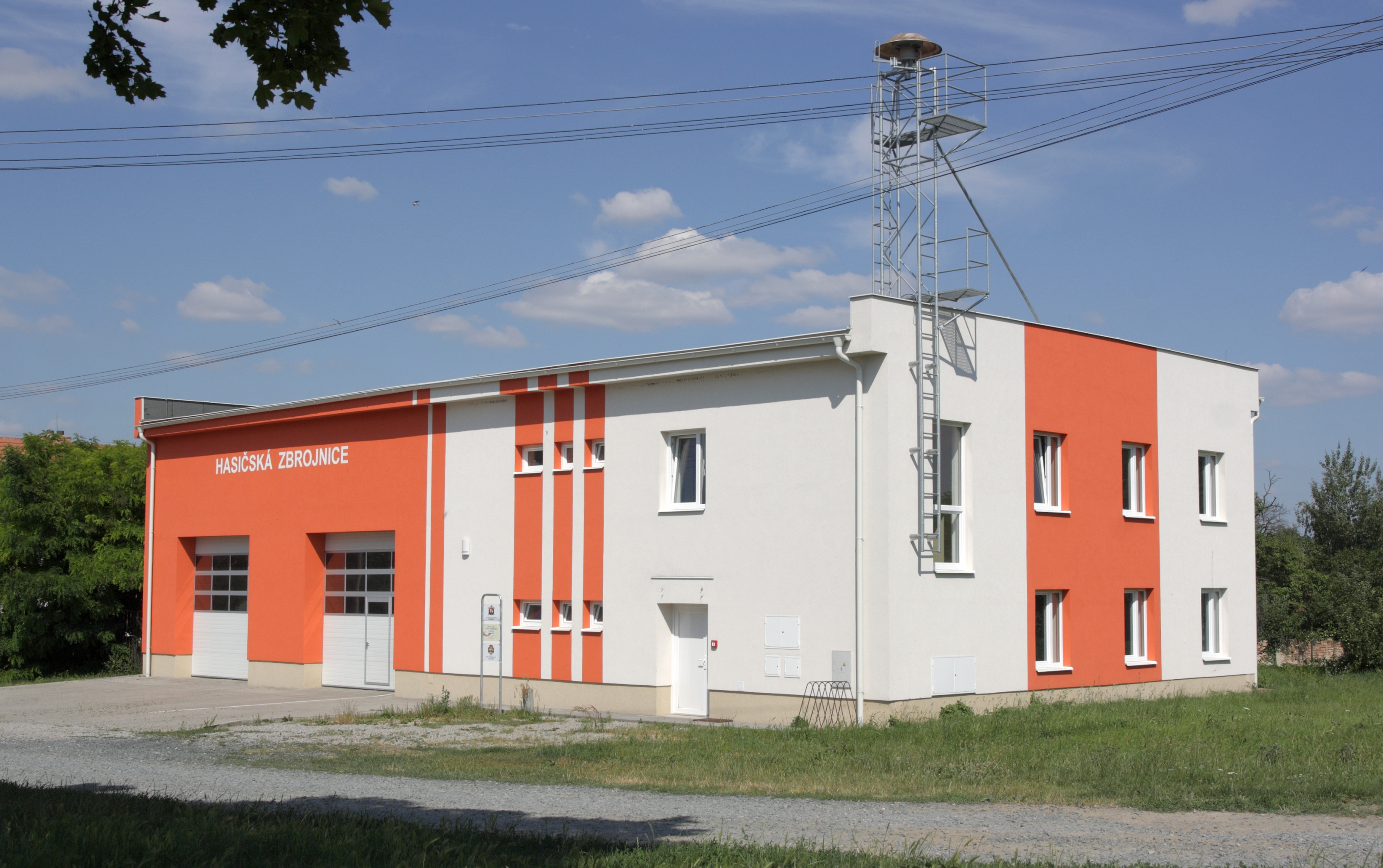
Hasičská zbrojnice
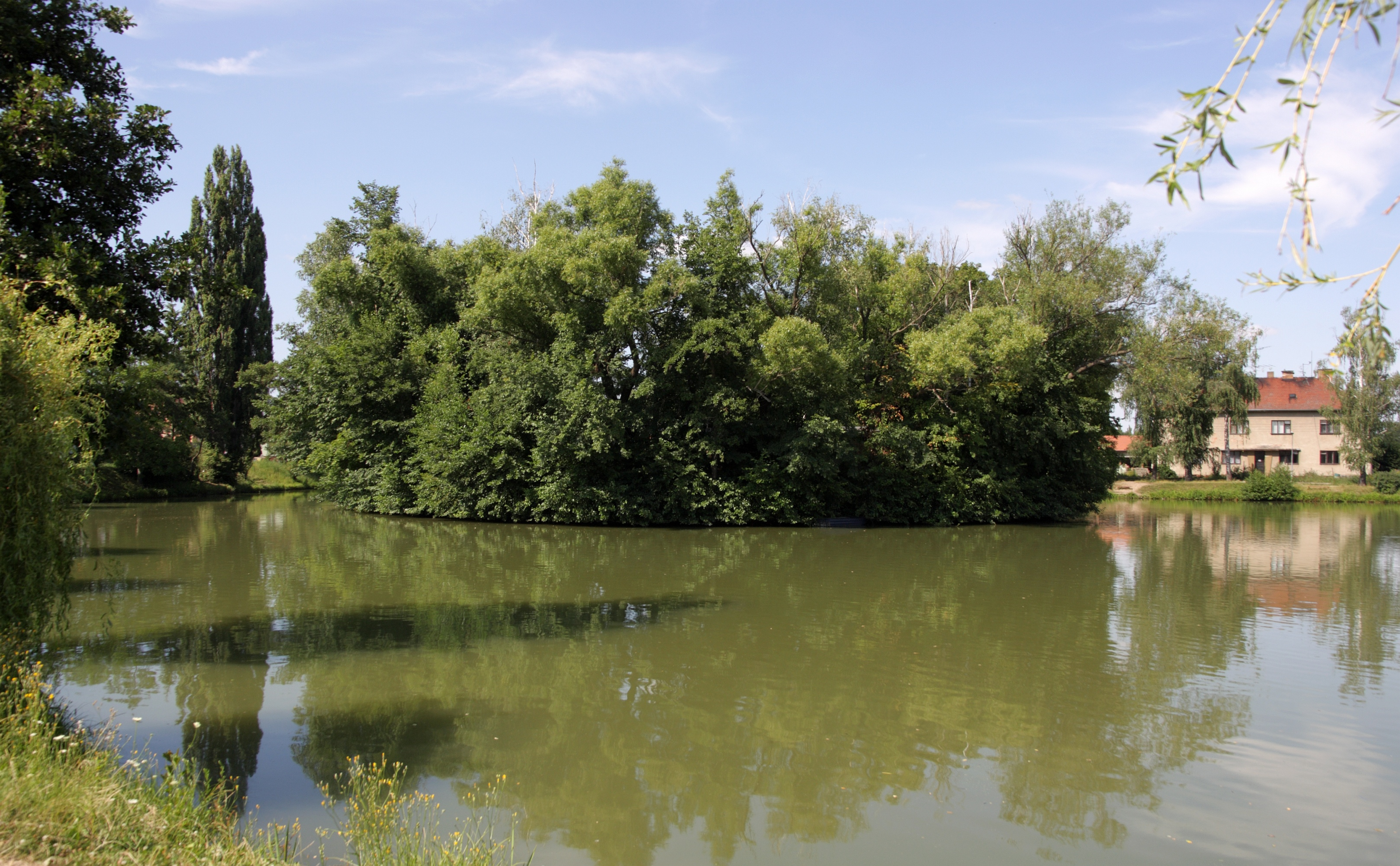
Rybník
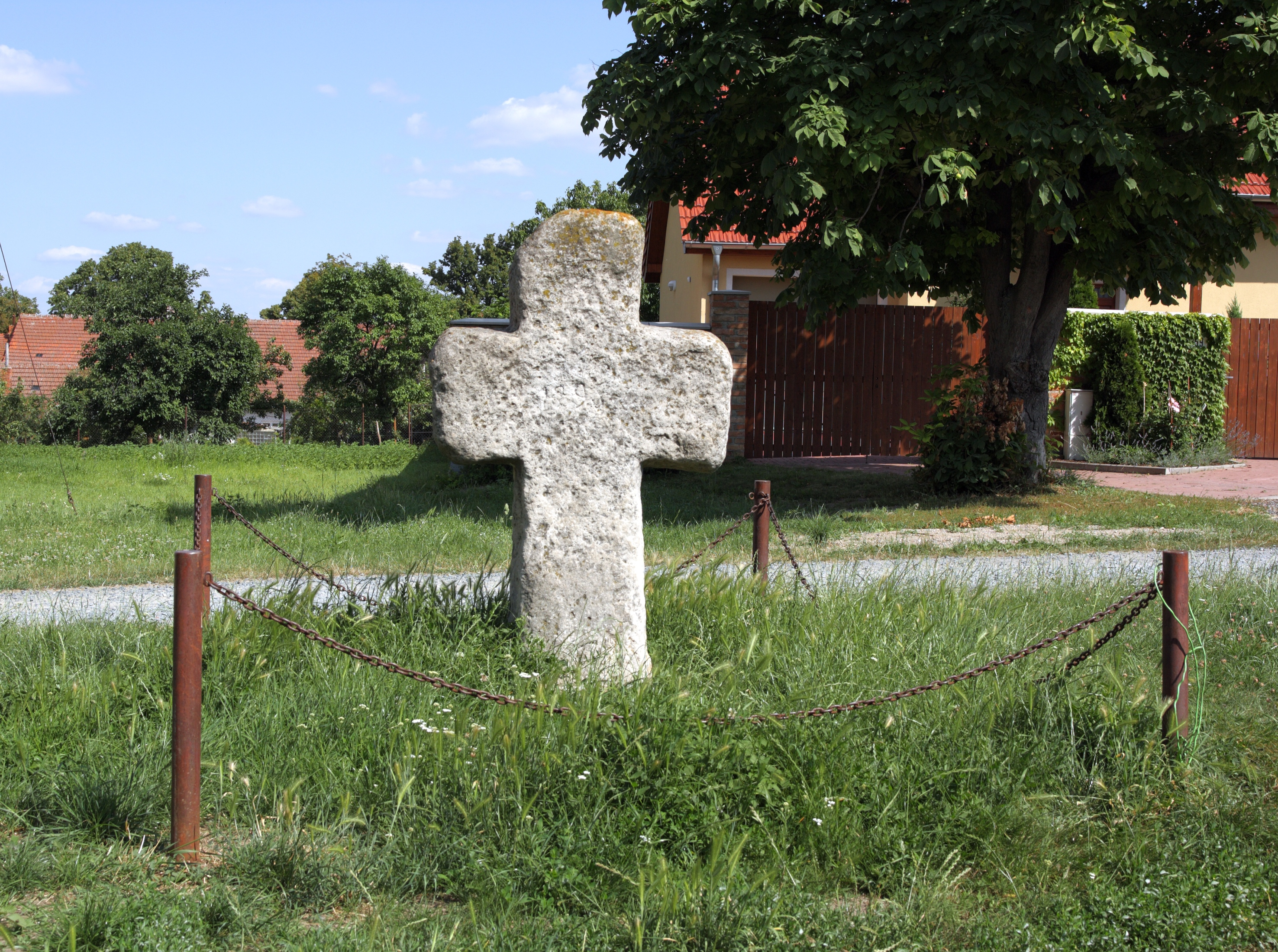
Smírčí kříž